# Мюль-Розін
Мюль-Розін (нім. Mühl Rosin) — громада в Німеччині, розташована в землі Мекленбург-Передня Померанія. Входить до складу району Росток. Складова частина об'єднання громад Гюстров-Ланд.
Площа — 24,29 км2. Населення становить 1125 ос. (станом на 31 грудня 2020).

## Галерея

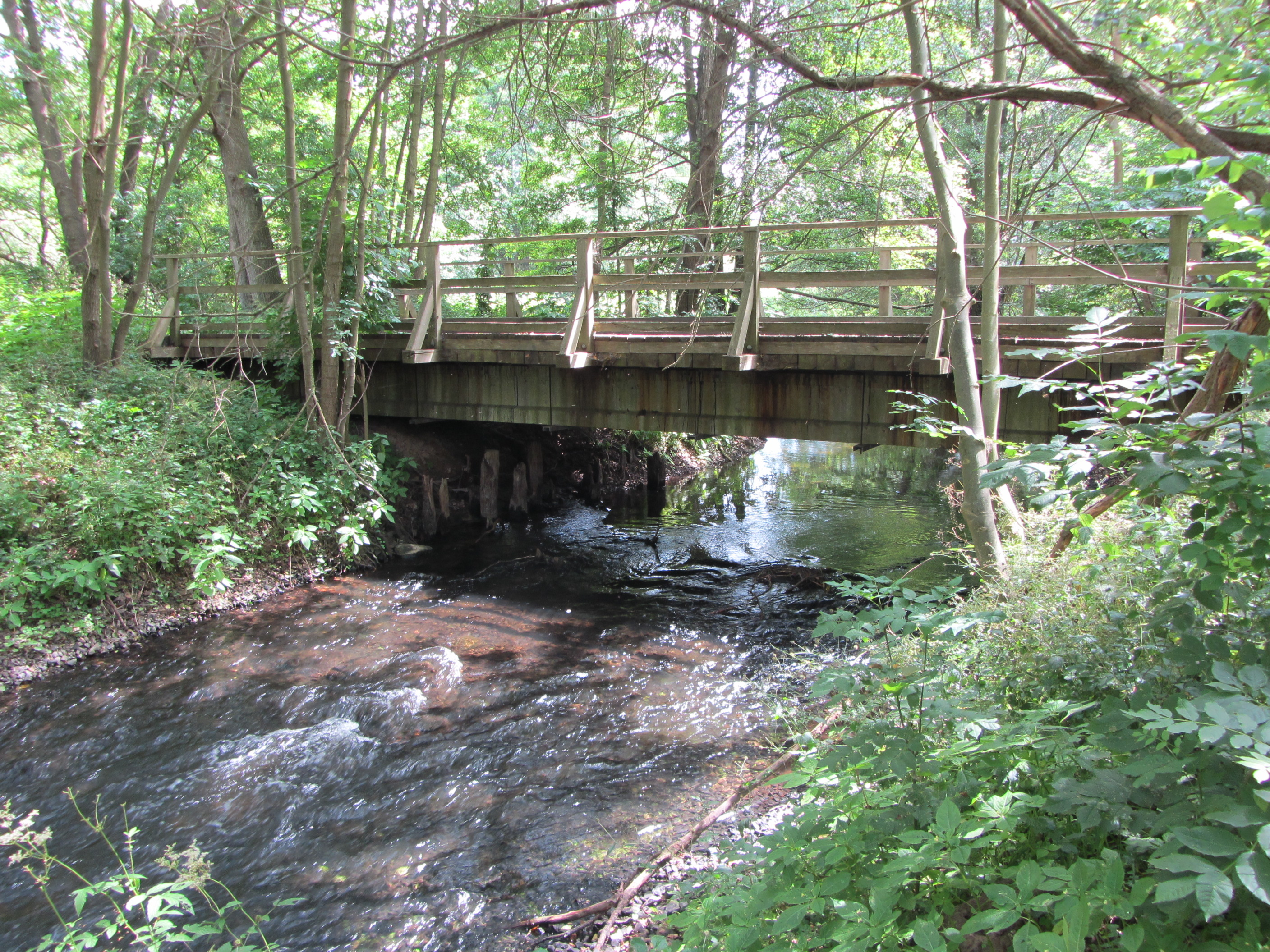
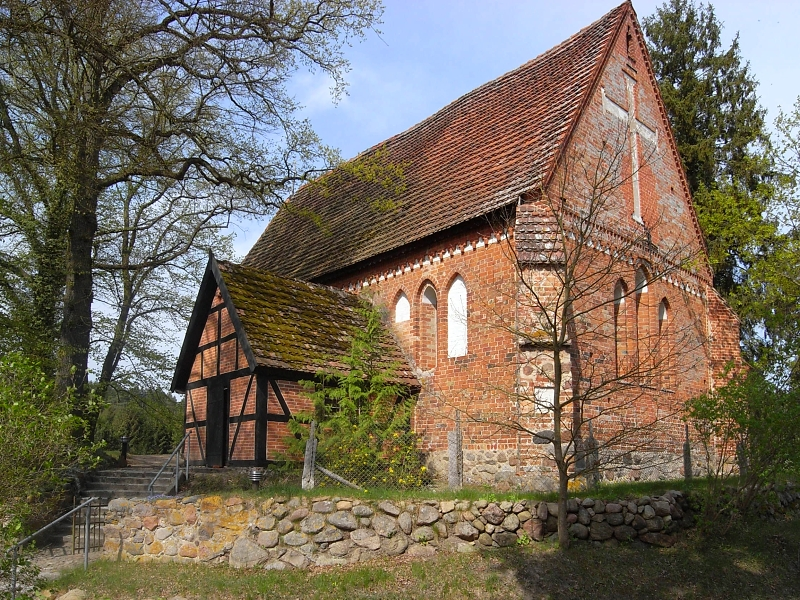